# Grote kerk (Terneuzen)

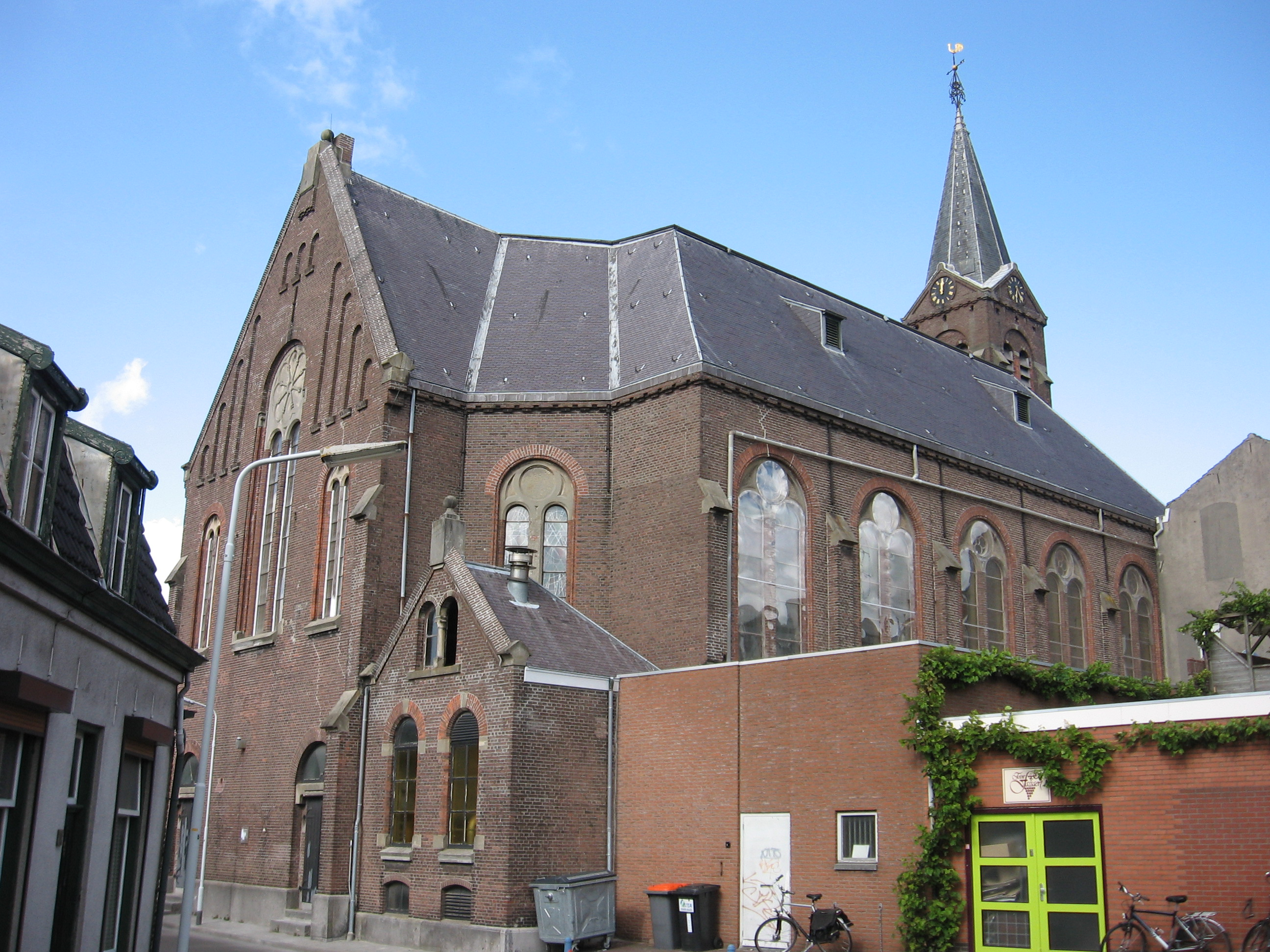
Grote kerk

De Grote kerk is een kerkgebouw in de Zeeuwse plaats Terneuzen, gelegen aan de Noordstraat 62.

## Geschiedenis
De eerste Grote kerk is van 1579, en was al spoedig een hervormd kerkgebouw. In 1659 werd deze kerk gesloopt en verrees een nieuwe kerk op dezelfde plaats. Ook deze werd gesloopt in 1884 en waarna de huidige kerk verrees. Deze werd in 1886 in gebruik genomen. In 1966 werden enkele fraaie 17e-eeuwse grafzerken van Terneuzense notabelen ontdekt, welke in de kerk een plaatsje kregen. Sinds 1999 wordt de kerk gebruikt als cultureel centrum, terwijl er ook diensten worden gehouden door de Protestantse gemeente Terneuzen.

## Gebouw
Het betreft een ruime bakstenen zaalkerk in eclectische stijl. De relatief lage en kleine voorgebouwde toren heeft vier topgevels en een achtkante spits.
In de kerk heeft in eerst instantie het in 1863 gebouwde orgel uit de oude kerk dienst gedaan. Dit werd in 1929 vervangen door een orgel van Kerkorgelfabriek Valckx & Van Kouteren & Co.